# Biobío (regio)
Biobío, ook wel Bío-Bío, is een van de zestien regio's van Chili en wordt ook wel de achtste regio genoemd (aangeduid met het Romeinse cijfer VIII), met als hoofdstad Concepción. De regio telt 1.556.805 inwoners (2017) en grenst aan Ñuble (noorden), Argentinië (oosten), Araucanía (zuiden) en de Grote Oceaan (westen). De regio is na Región Metropolitana en Valparaíso de belangrijkste regio van het land.

## Gemeenten en provincies
De regio Biobío bestaat uit 33 gemeenten en uit 3 provincies
| Politiek-bestuurlijke afdeling van de regio Biobío | Politiek-bestuurlijke afdeling van de regio Biobío |                        |
| --- | -------------------------------------------------- | ---------------------- |
| \| Provincia \| Capital \| Comuna \| \| ---------- \| ----------- \| ---------------------- \| \| Arauco \| Lebu \| 1 Arauco \| \| Arauco \| Lebu \| 2 Cañete \| \| Arauco \| Lebu \| 3 Contulmo \| \| Arauco \| Lebu \| 4 Curanilahue \| \| Arauco \| Lebu \| 5 Lebu \| \| Arauco \| Lebu \| 6 Los Álamos \| \| Arauco \| Lebu \| 7 Tirúa \| \| Biobío \| Los Ángeles \| 8 Alto Biobío \| \| Biobío \| Los Ángeles \| 9 Antuco \| \| Biobío \| Los Ángeles \| 10 Cabrero \| \| Biobío \| Los Ángeles \| 11 Laja \| \| Biobío \| Los Ángeles \| 12 Los Ángeles \| \| Biobío \| Los Ángeles \| 13 Mulchén \| \| Biobío \| Los Ángeles \| 14 Nacimiento \| \| Biobío \| Los Ángeles \| 15 Negrete \| \| Biobío \| Los Ángeles \| 16 Quilaco \| \| Biobío \| Los Ángeles \| 17 Quilleco \| \| Biobío \| Los Ángeles \| 18 San Rosendo \| \| Biobío \| Los Ángeles \| 19 Santa Bárbara \| \| Biobío \| Los Ángeles \| 20 Tucapel \| \| Biobío \| Los Ángeles \| 21 Yumbel \| \| Concepción \| Concepción \| 22 Chiguayante \| \| Concepción \| Concepción \| 23 Concepción \| \| Concepción \| Concepción \| 24 Coronel \| \| Concepción \| Concepción \| 25 Florida \| \| Concepción \| Concepción \| 26 Hualpén \| \| Concepción \| Concepción \| 27 Hualqui \| \| Concepción \| Concepción \| 28 Lota \| \| Concepción \| Concepción \| 29 Penco \| \| Concepción \| Concepción \| 30 San Pedro de la Paz \| \| Concepción \| Concepción \| 31 Santa Juana \| \| Concepción \| Concepción \| 32 Talcahuano \| \| Concepción \| Concepción \| 33 Tomé \| |                                                    |                        |
| Provincia | Capital                                            | Comuna                 |
| Arauco | Lebu                                               | 1 Arauco               |
| Arauco | Lebu                                               | 2 Cañete               |
| Arauco | Lebu                                               | 3 Contulmo             |
| Arauco | Lebu                                               | 4 Curanilahue          |
| Arauco | Lebu                                               | 5 Lebu                 |
| Arauco | Lebu                                               | 6 Los Álamos           |
| Arauco | Lebu                                               | 7 Tirúa                |
| Biobío | Los Ángeles                                        | 8 Alto Biobío          |
| Biobío | Los Ángeles                                        | 9 Antuco               |
| Biobío | Los Ángeles                                        | 10 Cabrero             |
| Biobío | Los Ángeles                                        | 11 Laja                |
| Biobío | Los Ángeles                                        | 12 Los Ángeles         |
| Biobío | Los Ángeles                                        | 13 Mulchén             |
| Biobío | Los Ángeles                                        | 14 Nacimiento          |
| Biobío | Los Ángeles                                        | 15 Negrete             |
| Biobío | Los Ángeles                                        | 16 Quilaco             |
| Biobío | Los Ángeles                                        | 17 Quilleco            |
| Biobío | Los Ángeles                                        | 18 San Rosendo         |
| Biobío | Los Ángeles                                        | 19 Santa Bárbara       |
| Biobío | Los Ángeles                                        | 20 Tucapel             |
| Biobío | Los Ángeles                                        | 21 Yumbel              |
| Concepción | Concepción                                         | 22 Chiguayante         |
| Concepción | Concepción                                         | 23 Concepción          |
| Concepción | Concepción                                         | 24 Coronel             |
| Concepción | Concepción                                         | 25 Florida             |
| Concepción | Concepción                                         | 26 Hualpén             |
| Concepción | Concepción                                         | 27 Hualqui             |
| Concepción | Concepción                                         | 28 Lota                |
| Concepción | Concepción                                         | 29 Penco               |
| Concepción | Concepción                                         | 30 San Pedro de la Paz |
| Concepción | Concepción                                         | 31 Santa Juana         |
| Concepción | Concepción                                         | 32 Talcahuano          |
| Concepción | Concepción                                         | 33 Tomé                |